# Бакалбаша, Константин
Константин Бакалбаша (рум. Constantin Bacalbașa; 21 августа 1856, Брэила, Валахия — 5 февраля 1935, Бухарест) — румынский писатель
-мемуарист, журналист, политик.

## Биография
Изучал право в Бухарестском университете. После двух лет обучения в 1879 году, оставил университет и выбрал карьеру журналиста.
Сотрудничал с рядом румынских изданий, в том числе, Emanciparea, Adeverul, Drepturile omului, Telegraful, Conservatorul, Epoca, Dimineata, Universul, Literatorul, Lupta, Naratiunea.
Основатель ежедневных газет: «Țara», «Patriotul», «Românimea» и юмористического журнала «Ghiță berbecul».
Организатор синдиката румынских журналистов и президент профсоюза журналистов (1919).
Наиболее важный труд — «Bucurestii из altădată» (Старый Бухарест), который включает в себя пять томов, рассказывающих об истории Бухареста с 1870 по 1918 год.

## Избранная библиография
- Bucureștii de altădată (Le Bucarest d’autrefois, 1927—1932)
- Capitala sub ocupatia dușmanului (1921)
- Dictatura gastronomică (1935)
- Chestia cârciumarilor
- Răvașe de plăcinte
- Peticul lui Berechet